# Французьке Ено

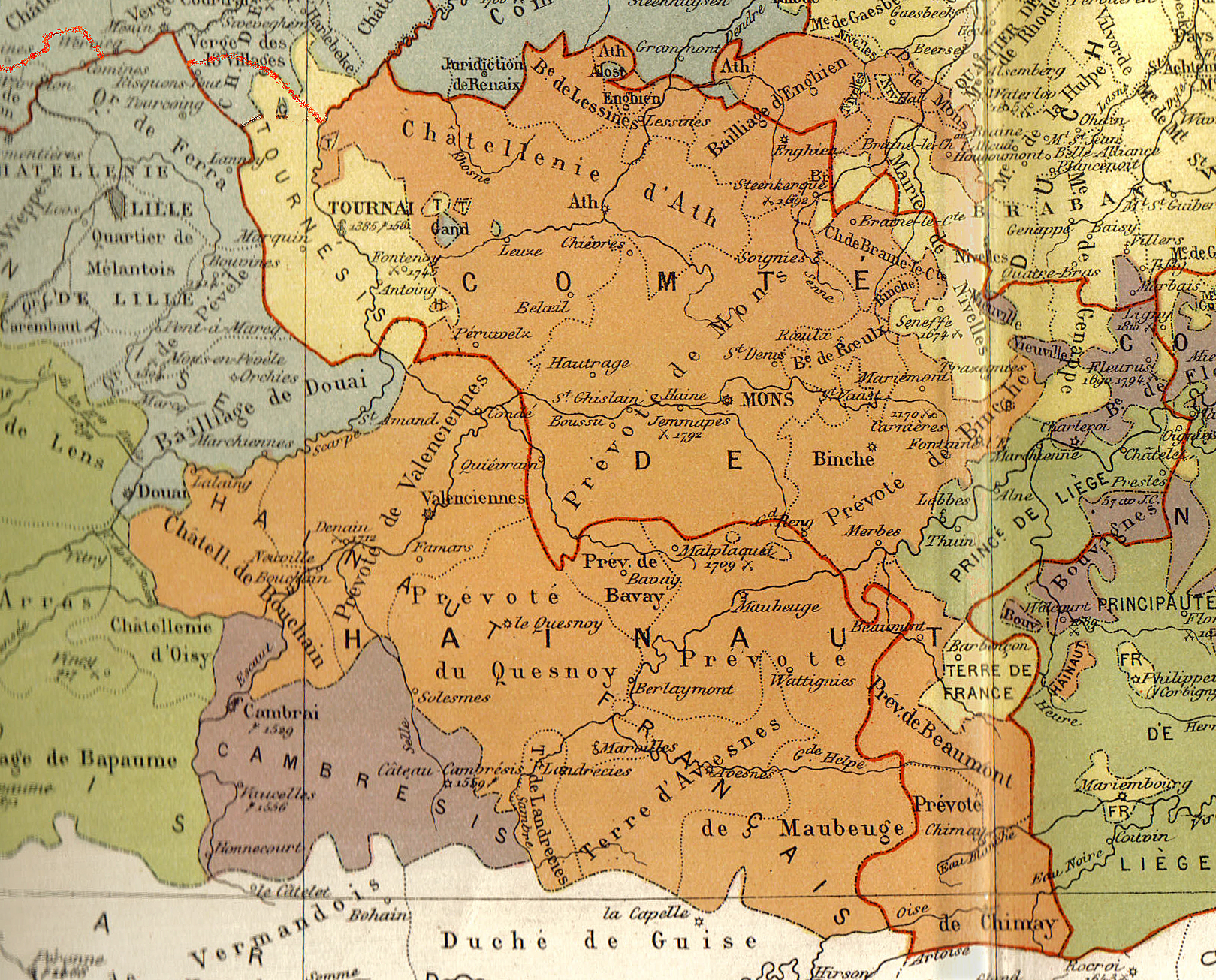
Карта Еноського графства. Сучасний французько-бельгійський кордон позначено червоним, нижче (південніше) якого знаходиться Французьке Ено.

Французьке Ено (фр. Hainaut français [ɛno fʁɑ̃sɛ]) — історичний регіон у Франції, який складає східну частину сучасного французького департамента Нор (західну частину цього департамента утворює Французька Фландрія). Територія Французького Ено приблизно відповідає сучасним французьким округам Авен-сюр-Хельп (схід), Камбре (південний захід) і Валансьєн (північний захід).
До XVII століття Французьке Ено було невід'ємною частиною Еноського графства, яким керував Валуа-Бургундський дім, а пізніше дім Габсбургів. У серії воєн між Францією та Іспанією, ця південна частина Ено була завойована Францією разом із прилеглим регіоном Камбрезі (Камбрейським єпископством) на південному заході, і південною Фландрією, яка межує з Ла-Маншем, на заході. Разом вони утворили провінцію Французька Фландрія, яка після Французької революції стала новим департаментом Нор.

## Історія
До XVII століття регіон Французьке Ено був невід'ємною частиною Еноського графства, яким керував Валуа-Бургундський дім, а пізніше дім Габсбургів.
У 1659 році за Піренейським договором Франція отримала Авен-сюр-Ельп, Ландресі та Ле Кенуа. У 1668 році за договором в Екс-ла-Шапель Франція також отримала Ат і анклав Бінш. У 1678 році за Німвегенським мирним договором Франція повернула Ат і Бінш і отримала в обмін землі навколо Валансьєна, Бушена і Мобежа.
Під час воєн XVIII століття через регіон кілька разів проходили війська. Битва під Дененом 24 липня 1712 року ознаменувала переможний для Франції результат війни за іспанську спадщину. Територія Французького Ено була інтегрована в "залізний пояс", збудований Вобаном на кордонах Французького королівства. Після повернення миру Ено став важливим центром чавунної промисловості, яка живилася місцевою залізною рудою, яку можна було використовувати, незважаючи на її низьку якість, деревним вугіллям із сусідніх лісів і деревним вугіллям, імпортованим із південних Нідерландів. Його головні центри — Мобеж, Анор, Фурмі, Марлі-лез-Валансьєн, Кузольр, Трелон. У 1756 році раптове підвищення французьких митних тарифів призвело до заходів у відповідь з боку Льєзького князівства і кризи в місцевій промисловості. Однак до 1763 року працювало 19 чавунних заводів, які споживали 19 000 кордів деревини на рік і виробляли 3,4 мільйона фунтів заліза. У 1769 році Конвенція про кордон дозволила обмін декількома анклавами між Францією та Австрійськими Нідерландами. Ближче до кінця століття виснаження деревини та руди призвело до занепаду промисловості, який погіршився під час революції.
У 1790 році французьке Ено увійшло до складу департаменту Нор.

## Див. також

Карта нового регіону О-де-Франс з його п'ятьма департаментами, розфарбованими відповідно до історичних провінцій, як вони існували до Французької революції (1790 року). Крім територій, згаданих вище в тексті, невеликі частини Артуа та Пікардії також увійшли у департамент Нор.
Пікардія
Іль-де-Франс
Артуа
Французька Фландрія
Французький Ено
Камбре
Шампань
інше